# Augustine Figeac
Augustine Figeac, née Bathilde-Augustine Figeac, est une comédienne et entrepreneuse française, née le 20 octobre 1821 à Marmanhac, et morte à Paris le 28 avril 1883. Elle est sociétaire de la Comédie Française et cofondatrice du grand magasin parisien Printemps.

## Biographie
Augustine Figeac naît le 20 octobre 1821 à Marmanhac.
Elle commence sa carrière de comédienne sur plusieurs scènes parisiennes : le théâtre de la Renaissance, la Porte Saint-Martin, le Vaudeville, le Gymnase.
Elle intègre la troupe de la Comédie Française sur recommandation du ministre Achille Fould, le 2 novembre 1865,. Elle y entame une carrière fructueuse, en jouant notamment des rôles de jeunes premières.
Elle devient sociétaire de la Comédie Française en 1860.
Le 17 février 1864, elle épouse Jules Jaluzot, alors vendeur au Bon Marché, un magasin qu'elle fréquente en tant que cliente. Ils projettent ensemble de créer un grand magasin.
Grâce à sa carrière de comédienne et à la puissance de son réseau mondain, Augustine Figeac apportera l'essentiel des fonds nécessaires à l'établissement du grand magasin, soit une dot de 300 000 francs. Cette dot servira notamment à l'achat du terrain sur lequel sera bâti l'établissement.
Le Printemps Haussmann sera fondé en 1865, un an après leur mariage. Augustine Figeac quitte alors le monde du théâtre pour se consacrer à sa nouvelle activité d'entrepreneuse.
Très affectée par l'incendie du Printemps en 1881, elle meurt le 28 avril 1883 à Paris. Elle est inhumée avec son mari à Corvol-l'Orgueilleux.

## Théâtre

### HorsComédie-Française
- 1840 : Bocquet père et fils de Laurencin, Marc-Michel et Eugène Labiche, théâtre du Gymnase
- 1840 : Vautrin, de Balzac, théâtre des Porte-Saint-Martin[3]
- 1840 : La peur du tonnerre, au théâtre du Gymnase[8]
- 1845 : L'Ile de Robinson de Félix-Auguste Duvert et de Lauzanne de Vauroussel, théâtre du Vaudeville
- 1851 : Le Mariage de Victorine de George Sand, théâtre du Gymnase
- 1853 : Philiberte, théâtre du Gymnase[3]
- 1853 : Diane de Lys, théâtre du Gymnase[3]
- 1855 : Le Demi-monde d'Alexandre Dumas fils, théâtre du Gymnase[3]

### Carrière à laComédie-Française
Entrée en 1855, nommée 283e sociétaire en 1860, retraitée en 1865.
- 1855 : Gâteau des reines, de Léon Gozlan
- 1858 : Feu Lionel, de Scribe